# BMZ TEM1
TEM1 (ros. ТЭМ1) – manewrowa lokomotywa spalinowa produkcji radzieckiej, produkowana w latach 1958-1968 w Briańskich Zakładach Maszynowych (BMZ).

## Historia
Konstrukcja lokomotywy manewrowej TEM1 wywodziła się ogólnie ze spalinowozu TE1, stanowiącego radziecką wersję amerykańskiej lokomotywy ALCO RSD-1. Zastosowano ulepszony silnik wysokoprężny 2D50 z turbodoładowaniem o mocy 1000 KM, natomiast część jezdna (wózki z silnikami trakcyjnymi) wywodziła się ze spalinowozu TE3. Pewnym zmianom uległa geometria lokomotywy – przy takim samym ogólnym układzie, nieco niższa centralna budka maszynisty została umieszczona jeszcze bliżej tyłu lokomotywy, a silnik został przesunięty w stronę budki i znalazł się dokładnie pośrodku długości lokomotywy. Lokomotywa otrzymała oznaczenie TEM1 (T - spalinowóz, E - z przekładnią elektryczną, M - manewrowy). Był to pierwszy radziecki spalinowóz manewrowy z przekładnią elektryczną i pierwszy spalinowóz produkowany w Briańskich Zakładach Maszynowych (Brianskij maszynostroitielnyj zawod – BMZ). Głównym konstruktorem był P. Aronow.
Pierwszy egzemplarz wyprodukowano 19 lipca 1958. W toku produkcji lokomotywy te podlegały drobnym zmianom mechanicznym. Od lokomotywy nr TEM1-0270 zamieniono pochyłe w górnej części ściany budki maszynisty na pionowe, dla poprawy widoczności (jak w TEM2). Od lokomotywy nr 950 zaprzestano montowania zderzaków (lokomotywa posiadała sprzęg SA-3). Stopniowo masa służbowa produkowanych lokomotyw obniżyła się ze 126 do 120 ton, natomiast wzrosła prędkość maksymalna z 90 do 100 km/h. Od 1965 roku montowano ulepszony silnik 2D50M, o zmniejszonym zużyciu paliwa. Wyprodukowano ogółem 1946 sztuk, z tego 842 dla przemysłu. W 1992 roku w krajach dawnego ZSRR jeździło ich jeszcze 541.
Następcą TEM1 była wywodząca się z niej lokomotywa TEM2, w której zastosowano m.in. nowy silnik i prądnicę.

## Konstrukcja
Silnik wysokoprężny 2D50, o mocy 1000 KM przy 740 obr./min, sześciocylindrowy z turbosprężarką, czterosuwowy, produkcji Zakładów Penzeńskich w Penzie. Średnica cylindrów 318 mm, skok tłoka 330 mm. Silnik miał masę 17 100 kg. Z wałem silnika połączona główna prądnica typu MPT-84/39 (jak w TE1), o mocy 700 kW (napięcie 580 V, maksymalne napięcie 900 V, natężenie prądu 1200 A). Lokomotywa wyposażona była ponadto w agregat ze wzbudnikiem MWT-25/9 (moc 3,6 kW) i pomocniczą prądnicą MWG-25/11 (moc 5 kW). 
Silniki trakcyjne EDT-200B miały moc po 87 kW (napięcie 125 V, natężenie 820 A). Silniki podłączone szeregowo lub (po przekroczeniu określonej prędkości) szeregowo i równolegle. Wyposażenie elektryczne lokomotywy było produkowane przez zakład Elektrotjażmasz w Charkowie.

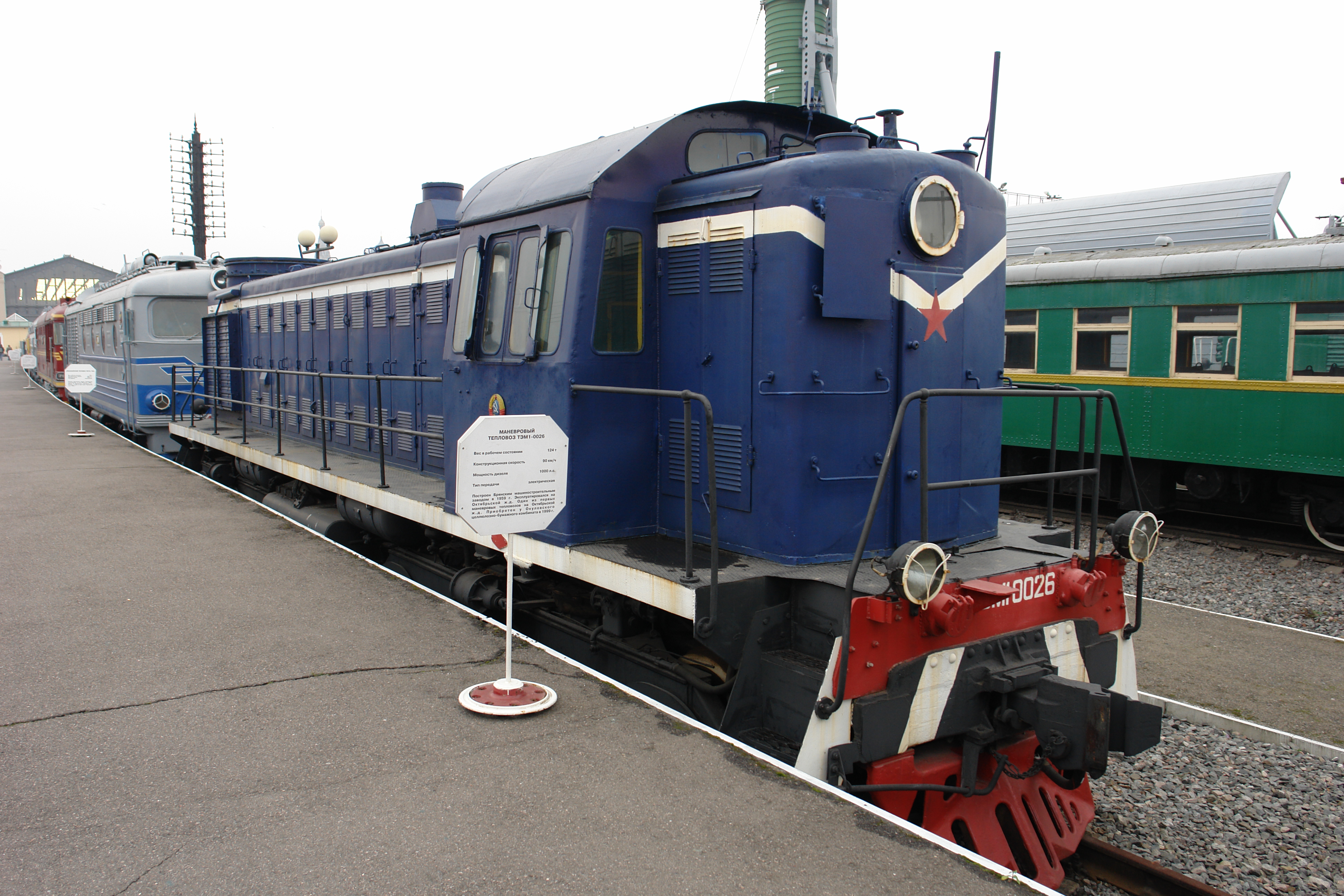
TEM1-0026 (wczesnej serii) w muzeum kolei w Petersburgu
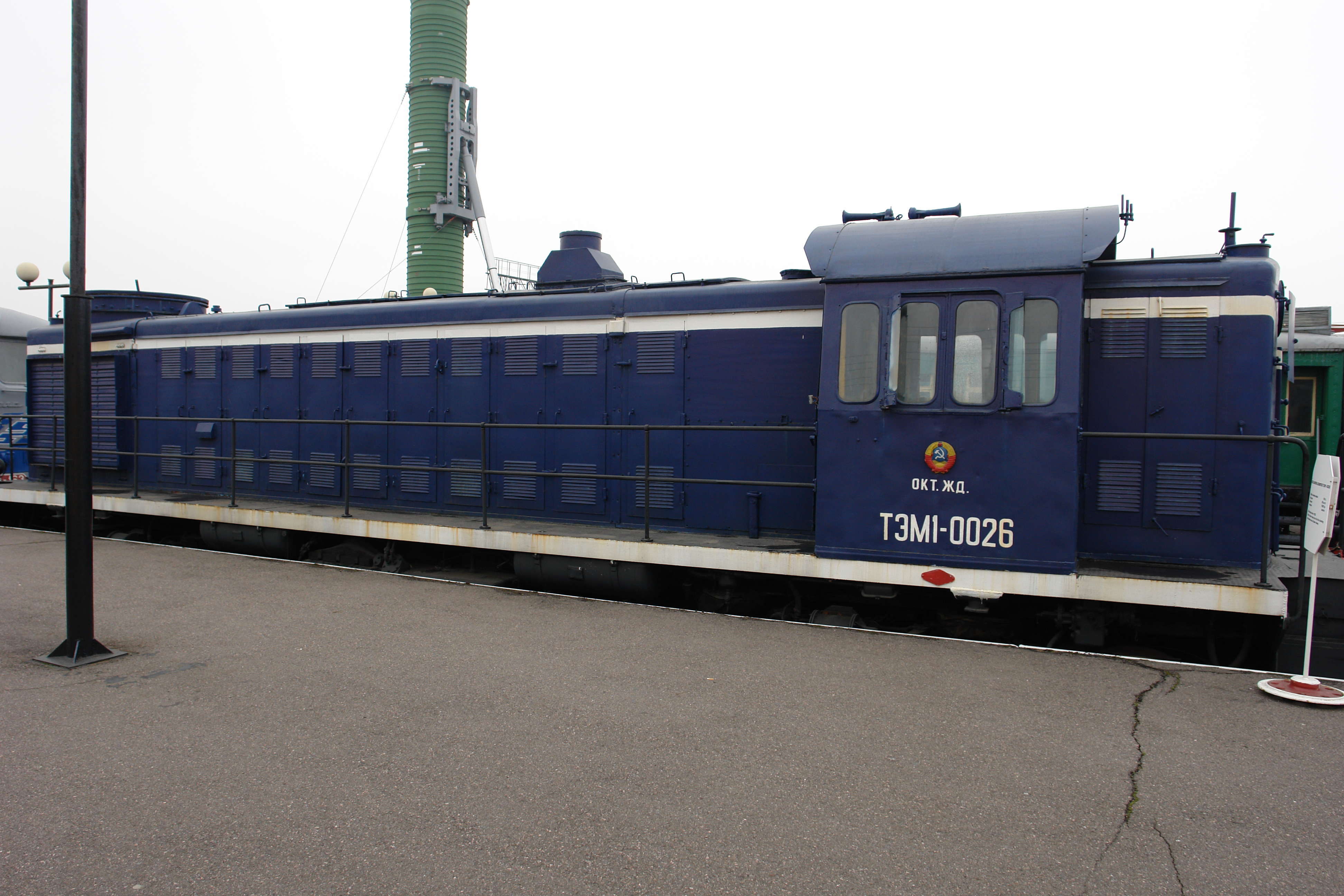
TEM1-0026 w muzeum kolei w Petersburgu